# Adenocalymma divaricatum
Adenocalymma divaricatum là một loài thực vật có hoa trong họ Chùm ớt. Loài này được Miers mô tả khoa học đầu tiên năm 1861.